# ادواردو گوتیرس
ادواردو گوتیرس (اسپانیایی: Eduardo Gutiérrez‎؛ زادهٔ ۱۷ ژانویهٔ ۱۹۲۵ - درگذشته نامشخص) بازیکن فوتبال اهل بولیوی بود.
وی همچنین در تیم ملی فوتبال بولیوی بازی کرده‌است.